# Арбайка
Арбайка (удм. Арбайка) — деревня в Алнашском районе Удмуртии, входит в Варзи-Ятчинское сельское поселение.

## География
Находится в 17 км к востоку от села Алнаши и в 82 км к югу от Ижевска. Расположена на правом берегу реки Варзинка.

## Население
| 2008 | 2010 | 2012 |
| ---- | ---- | ---- |
| 103  | ↘88  | ↘85  |

## История
По итогам десятой ревизии 1859 года в единственном дворе при владельческой Арбайской бумажной фабрике и мукомольной мельнице Елабужского уезда Вятской губернии проживало 4 жителя мужского пола и 2 женского.
В 1921 году, в связи с образованием Вотской автономной области, селение передано в состав Можгинского уезда. В 1924 году при укрупнении сельсоветов оно вошло в состав Варзи-Ятчинского сельсовета Алнашской волости. В 1929 году упраздняется уездно-волостное административное деление и деревня Ляли причислена к Алнашскому району.
Постановлением Госсовета УР от 26 октября 2004 года выселок Арбайка Варзи-Ятчинского сельсовета был преобразован в деревню Арбайка. 16 ноября того же года Варзи-Ятчинский сельсовет был преобразован в муниципальное образование Варзи-Ятчинское и наделён статусом сельского поселения.